# 捍衛聯合國憲章之友小組
捍衛《聯合國憲章》之友小組（Group of Friends in Defense of the Charter of the United Nations）是聯合國的一個地緣政治集團，由16個聯合國會員國和1個觀察員國於2021年7月在紐約聯合國總部成立。
小組由委內瑞拉發起，連同阿爾及利亞、安哥拉、白俄羅斯、玻利維亞、柬埔寨、中國、古巴、北韓、厄立特里亞、伊朗、寮國、尼加拉瓜、俄羅斯、聖文森和格林納丁斯、巴勒斯坦及敘利亞，為初始成員，隨後赤道幾內亞、辛巴威和馬里加入小組，安哥拉、柬埔寨退出小組，成員國數量擴大到19個。該組織稱其主要目標是“發出支持《聯合國憲章》的訊息，尋求促進多邊主義和多邊外交，反對對其他聯合國會員國非法使用武力”。

## 歷史
2021年3月10日，小組在聲明中稱，“世界正在看到，訴諸單邊主義的情況變本加厲，以孤立主义和擅自行動為特徵，包括採取單方面強制性措施或隨意退出里程碑協議和多邊機構的行為，以及試圖破壞應對共同和全球挑戰的關鍵努力”。
2022年9月，聯合國大會高級別會議周期間，布隆迪、埃塞俄比亚、马里、纳米比亚、南非和越南受邀和（或）作為觀察員在紐約參加了小組第三次部長級會議。
2022年12月，小組第一次在德黑蘭舉行會議，並發表第五份政治性宣言。

## 成員
目前成員如下，其中亞洲國家6個，非洲國家5個，拉丁美洲國家5個，東歐國家2個。
1. 阿尔及利亚
2. 白俄羅斯
3. 玻利维亚
4. 中國
5. 古巴
6. 赤道几内亚
7. 伊朗
8. 尼加拉瓜
9. 巴勒斯坦
10. 俄羅斯
11. 叙利亚
12. 委內瑞拉
13. 辛巴威

## 立場
小組主張在國際關係中實行多極制度，反對單方面乾預主義以及其他“國際尚未公認的概念或觀念”，如国家保护责任等，主張取消對尼加拉瓜、伊朗和辛巴威等成員國的製裁和單方面脅迫性措施。

### 反應
一名沒有透露姓名的歐洲高級外交官在接受路透社採訪時表示，“這些所謂的‘友’正是那些違反《宪章》的人，也許他們應該從尊重本國的人權和基本自由開始”。